# Novato
Novato je město ve Spojených státech amerických. Nachází se v okrese Marin County ve státě Kalifornie. Ve městě žije  obyvatel a jeho rozloha činí . Leží v San Francisco Bay Area, konkrétně v její severní části.
Své sídlo zde mají společnosti ImageMovers, 2K Marin, 2K Sports, Visual Concepts, Shrapnel Records, Mindscape, ImageMovers, Red Orb Entertainment, Hangar 13, 2K Games a Broderbund. Městem prochází silnice California State Route 37.

## Partnerská města
- Shepparton, Austrálie